# جونيريات
الجونيريات (الاسم العلمي: Gunnerales) هي رتبة من النباتات تتبع الطبقة الشانساوايات من طائفة ثنائيات الفلقة.

## التصنيف
- الجونيرية
  - الجونيرة